# Eulimnichus ater
Eulimnichus ater är en skalbaggsart som först beskrevs av Leconte 1854.  Eulimnichus ater ingår i släktet Eulimnichus och familjen lerstrandbaggar. Inga underarter finns listade i Catalogue of Life.